# Gastronomia del Tadjikistan

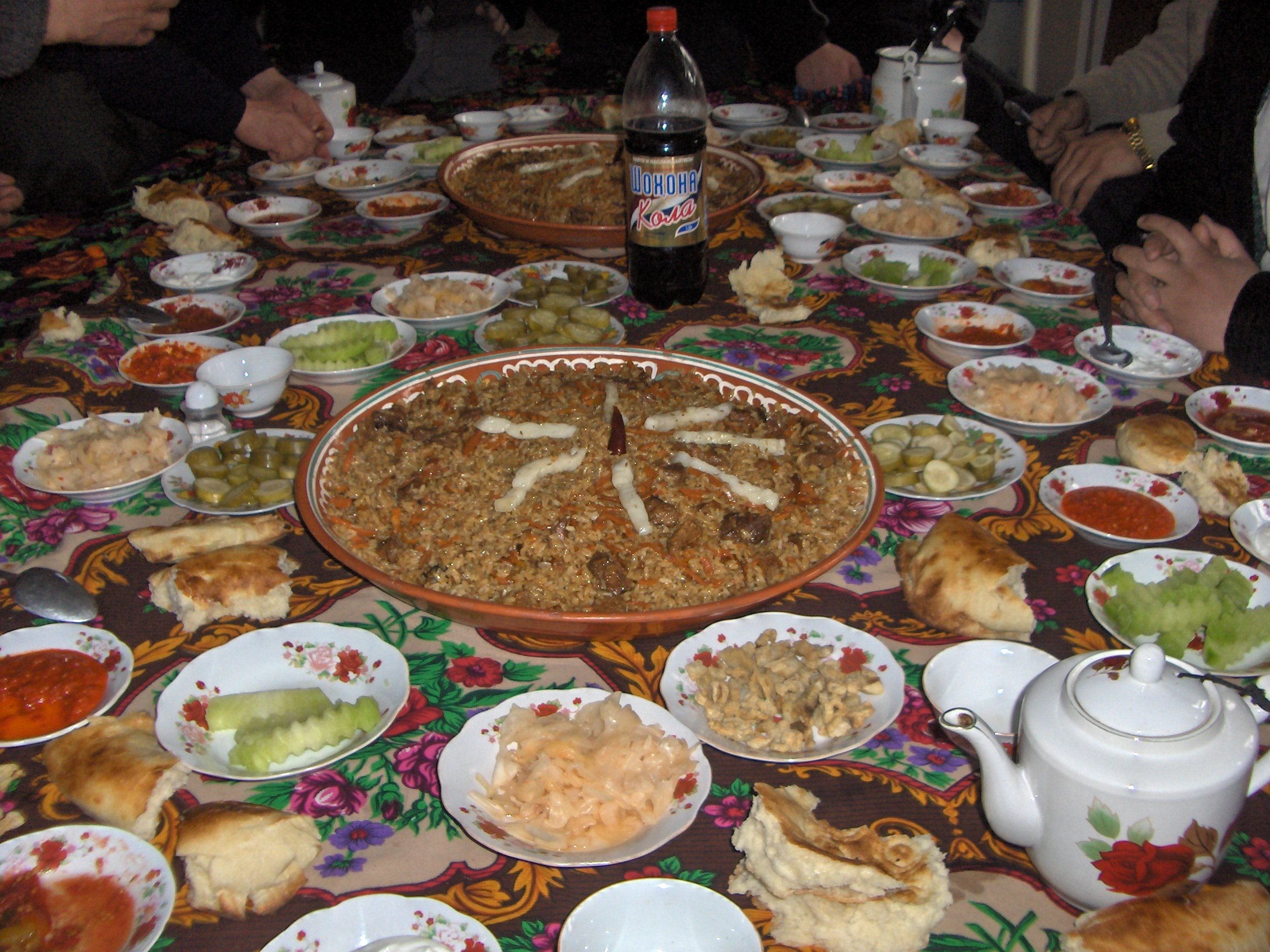
Àpat festiu tadjik.

La gastronomia del Tadjikistan són els hàbits culinaris de la gent d'aquest país centre-asiàtic. La cuina del Tadjikistan té moltes coses en comú amb les cuines russa, afganesa i de l'Uzbekistan. El plov (pilav) (tajik: палав, uzbek: palov) és un dels plats nacionals del país, així com d'altres països de la regió, mentre que el té verd és la beguda nacional. Els tadjics solen menjar en tres àpats principals (esmorzar, dinar i sopar) més alguns snacks.

## Menjars

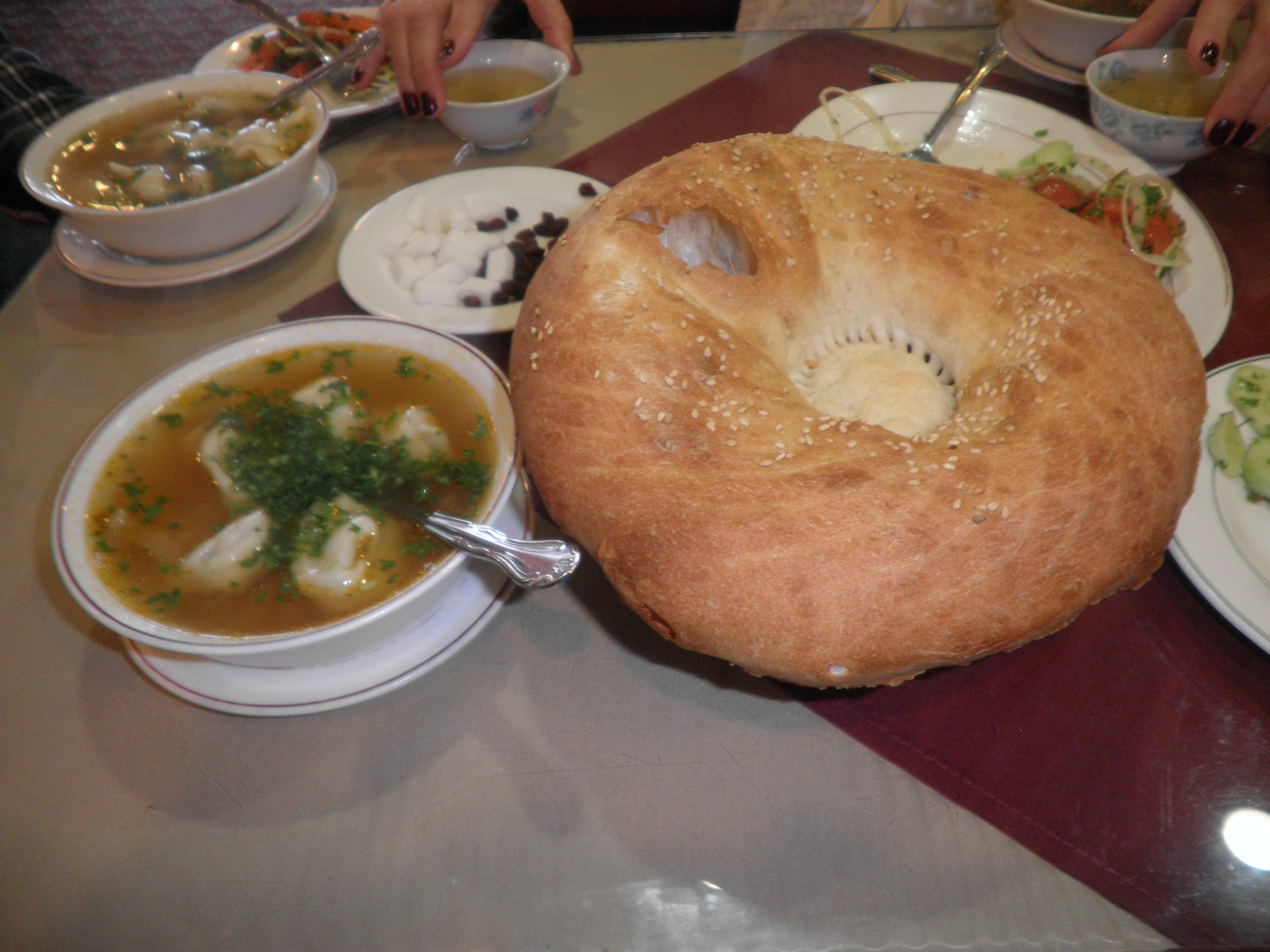
Non (pa pla) amb shurbo, una sopa amb dumplings.

El menjar sol preparar-se a casa, amb els joves ajudant als pares, per així aprendre les habilitats culinàries des de joves. Malgrat que tradicionalment solen cuinar les dones, en ocasions especials i per a mostrar un respecte cap a algú en concret són els homes de la família els que cuinen. És important la cooperació entre els membres de la família a l'hora de cuinar, ja que en moltes zones del país no hi ha les facilitats de les cuines modernes i es cuina encara amb gas, carbó o fusta.

### Entrants
Les sopes tradicionals del Tadjikistan es diferencien entre les de carn, vegetals (com ara les sopes shurbo i piti) i les sopes de carn amb fideus (com ara laghmon o ugro). Les sopes de peix o vegetarianes són bastant rares, malgrat que es poden trobar a les àrees metropolitanes com ara Duixanbe. Normalment després de la sopa ve el plat principal que son ser pilav.
També existeixen alguns menjars ràpids o snacks com ara els manti, una espècie de dumplings fets al vapor; els tushbera; sambusa (també sambusu o sambusai), una mena de pasta triangular amb farciment de carn i ceba o farciment de carabassa i ceba, cuita en un forn tandoor) i belyash, pastissets fregits amb massa de llevat i farcits de carn, semblants als pirozhki.

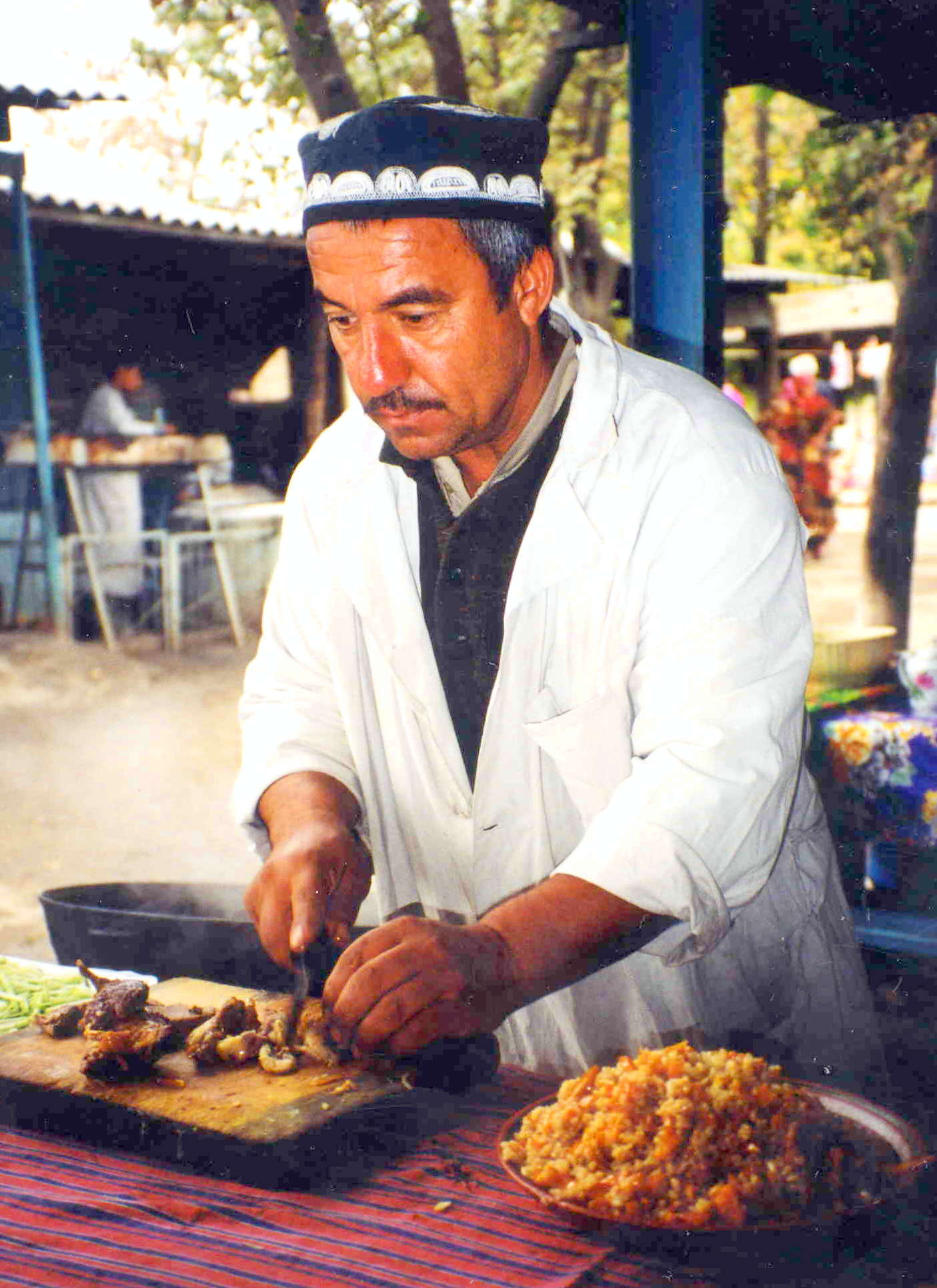
Un home tajik cuina plov (pilav).

### Plats principals

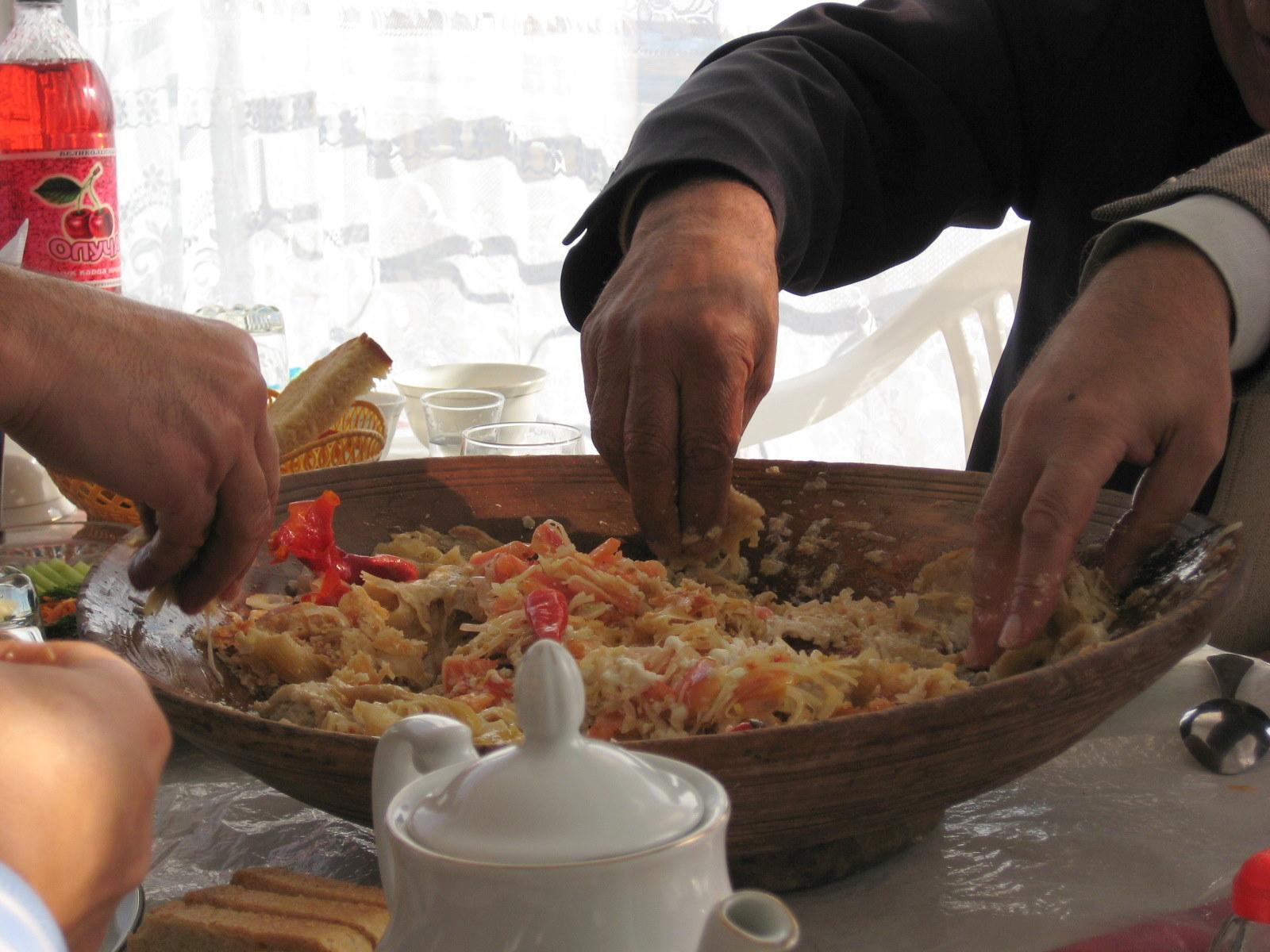
Qurutob menjat amb les mans.

El plov (pilav), un plat força popular, és fet a base d'arròs, nap o pastanaga ratllats i trossos de carn, tot fregit, en oli vegetal o en greix de xai en un gazan (un calder amb forma de wok), a foc viu. La carn es talla en daus, la pastanaga es talla en trossos allargats i l'arròs pren un color daurat per l'oli i les pastanagues. El plat se sol menjar de manera comunitària des d'un sol plat situat al centre de la taula; sovint es menja amb les mans, com és tradicional. Hi ha centenars de versions diferents de cuinar el pilav, fins i tot hi ha qui afirma que cada ciutat i poble té la seva manera de cuinar-lo. Alguns cuiners hi afegeixen herbes, albercocs, panses, all, nous, codonyat o qualsevol altre ingredient.
Un altre plat tradicional que encara es menja amb les mans és el qurutob (tadjik: қурутоб). El nom d'aquest plat descriu el mètode de preparació: qurut significa, en tadjik, boles seques de formatge salat; aquestes, es dissolen en aigua (en tadjik, ob -об-); el líquid que en resulta es vessa sobre les tires d'un pa fi, pla i escamós (patyr o fatir, tadjik: фатир, o més exactament fatir ravghani -фатир равғанӣ-, és a dir, fatir fet amb mantega o sèu). Abans de ser servit, el plat es cobreix amb cebes i altres verdures fregides i daurades en oli. Al plat no se li afegeix carn i és considerat per alguns com el plat nacional.
Els menjars se solen servir amb non (tadjik: нон) un tipus de pa pla que es troba a tota l'Àsia central. Es tracta del pa més consumit, al qual se li pot afegir ceba o llavors per a donar-li sabor. El non pot presentar diverses formes i mides, i els centres poden ser decorats amb diferents dissenys. Sol ser emprat per acompanyar el menjar a la boca o per ser sucat amb diferents salses. Una llegenda diu que posar un non del revés, o posar-hi cap altre cosa que no sigui un altre non, portarà mala sort.

### Postres
Els àpats solen acabar amb la ingesta de fruita fresca com per exemple pomes, peres, raïm, síndries, melons, magranes o albercocs (tant frescos com secs). També durant l'època més càlida de l'any se serveix té verd. També per postres solen prendre diferents tipus de pastissos com ara el balbab, un dolç fet amb nous, així com pa fet a casa o galetes amb melmelades fetes a casa. En les zones urbanes, els gelats han esdevingut unes postres cada cop més populars.

### Begudes
Tradicionalment els tadjics no bevien aigua amb gas, gasosa o suc de fruita, tot i que actualment les noves generacions han començat a prendre aquests tipus de begudes. De totes maneres, la beguda més popular segueix sent el té. D'entre els tes, solen preferir el verd, ja que creuen que és el millor per a fer passar la set i no deshidratar-se. En algunes àrees rurals també prenen té negre, vermell, d'herbes o afruitat. Els tadjics solen servir el té acompanyat de fruites seques com ara albercocs, panses, melons dolços o baies. En alguns indrets del país la gent afegeix fruits secs al té com ara ametlles, nous o festucs. El cafè i la xocolata calenta són rars en les zones rurals però freqüents en les urbanes.
L'alcohol se serveix en algunes celebracions malgrat que l'islam en prohibeix el consum. En alguns punts es fabrica vodka i Vi dolç; també s'importen brandi i licors. Tots aquests productes alcohòlics són freqüents als restaurants o supermercats.